# Giuseppe Gherardeschi
Giuseppe Gherardeschi (* 3. November 1759 in Pistoia; † 6. August 1815 ebenda) war ein italienischer Kapellmeister, Organist und Komponist.

## Leben
Giuseppe stammte aus einer musikalischen Familie. Ersten Musikunterricht erhielt er von seinem Onkel Filippo Maria und seinem Vater Domenico, welcher Kapellmeister in der Kathedrale von Pistoia war. Danach perfektionierte er sein Können am neapolitanischen Conservatorio della Pietà dei Turchini unter den Fittichen des Komponisten Nicola Sala.
Nach Abschluss seines Studiums heiratete er Alessandra Leporatti (erste Sopranistin der Kirche Maria dell’Umiltà), mit der er mehrere Kinder zeugte. Seine Karriere begann er als Organist in derselben Kirche 1795. Im Jahr 1800 trat er die Nachfolge seines Vaters als Kapellmeister an der Kathedrale von Pistoia an. Dieses Amt bekleidete er bis zu seinem Tod am 6. August 1815.
Zu seinem Werk zählen verschiedene geistliche und weltliche Kompositionsarbeiten wie Instrumental-, Kammer- und Vokalmusik, ein Oratorium und zwei Opern.

## Werke

### Geistliche Werke
- 30 Messen
- 37 Poetische Dichtungen
- 90 Motette
- 5 Te Deum
- Andere kleinere sakrale Werke

#### Oratorien
- Il sacrificio di Jeft (Oratorium, 1803)

### Weltliche Werke

#### Gesang
- Arie, Duett und Chormusik

#### Instrumentalmusik
- 6 Sonaten für Cembalo oder Hammerklavier und Violine Obligato
- Einige Konzerte
- Quintett für Blasinstrumente
- 7 Sinfonien
- 6 Trios für 2 Violinen und Violoncello
- 2 Sonaten für Hammerklavier
- Verschiedene Orgelwerke
- Andere, weniger bedeutende Werke

#### Kantaten
- Angelica e Medoro (Kantate, 1783)
- L’ombra di Catilina (Kantate, 1789)
- L’impazienza (Kantate, 1798)
- La speranza coronata (Kantate, 1804-1809)

#### Opern
- Daliso e Delmita (Oper, 1782)
- L’apparenza inganna (Oper, 1784)

| Personendaten    | Personendaten                                    |
| ---------------- | ------------------------------------------------ |
| NAME             | Gherardeschi, Giuseppe                           |
| KURZBESCHREIBUNG | italienischer Kapellmeister, Organist, Komponist |
| GEBURTSDATUM     | 3. November 1759                                 |
| GEBURTSORT       | Pistoia                                          |
| STERBEDATUM      | 6. August 1815                                   |
| STERBEORT        | Pistoia                                          |